# Jean-Paul Nolet
Jean-Paul Nolet, né Jean-Paul Wawanoloat (en alphabet abénaquis : Jean-Paul 8a 8a Noloat) (24 août 1924 – 2 janvier 2000), est un animateur de radio québécois et abénaquis.

## Biographie

### Éducation et carrière dans les médias
Jean-Paul Wawanoloat est né dans le village abénakis d'Odanak. Ce village, dont son père fut le chef pendant 35 ans, est situé le long de la rivière Saint-François, à dix kilomètres du lac Saint-Pierre, près de Pierreville, au Québec.
Dans son enfance, Jean-Paul Nolet fréquente à Odanak l'école mise sur pied par les Sœurs grises d'Ottawa. De 1937 à 1944, il fait un cours classique (baccalauréat ès arts) au Séminaire de Nicolet. Pendant son adolescence, Jean-Paul Nolet se perfectionne en chant, en diction, puis en théâtre. Le 29 novembre 1947, il épouse Madeline Halin (1921–1977) à Trois-Rivières. De cette union naîtront deux filles : Élisabeth et Catherine.
Il amorce sa carrière en 1944 à la radio CHLN de Trois-Rivières. La même année, il est engagé à Radio-Canada et, pendant douze ans, Nolet occupe les postes d'annonceur et de lecteur de radioromans et de dramatiques. Il est reconnu pour la richesse de sa voix. En 1956, Jean-Paul Nolet se joint à la troupe de l'émission Chez Miville, animée par Miville Couture et réalisée par Paul Legendre. 
Nolet est aussi lecteur de nouvelles au téléjournal de Radio-Canada et il lit le texte de documentaires de la National Geographic Society. Il quitte le monde de la télévision en 1972 et retourne à la radio. En 1983, il revient brièvement à l'écran pour jouer son propre rôle de présentateur du Téléjournal dans l'émission rétrospective Déjà 20 ans. 
Nolet travaille aussi en France, réalisant 27 entrevues avec autant de têtes d'affiche de la chanson. En 1950, il couvre la visite au Canada de Jawaharlal Nehru, premier chef de gouvernement de l'Inde nouvellement indépendante.

### Reconnaissance et amérindianité
Jean-Paul Nolet siège à la Commission des biens culturels du Québec entre 1974 et 1977 et fait la promotion de la culture des Amérindiens. De 1975 à 1980, il est aussi membre de la Commission des droits de la personne du Québec, qui se penche entre autres sur la question des droits de chasse et de pêche des autochtones. 
En 1975, lors d'une entrevue animée par Pierre Paquette à la radio de Radio-Canada, Jean-Paul Nolet attire l'attention sur la publication en 1884 par le chef indien et grammairien Joseph Laurent (Sozap Lolô) d'une grammaire abénaquise.
De son appartenance à cette nation, il dit : « Nous autres Abénakis, parlons peu. C'est peut-être parce qu'on nous a fait taire depuis des siècles, ou que nous avons pris le parti de réfléchir, je l'ignore. »
Jean-Paul Nolet termine sa carrière au micro de la chaîne culturelle de Radio-Canada en 1989. Il meurt le 2 janvier 2000, âgé de 75 ans.

## Famille et entourage
- Alexis Wawanoloath, homme politique, est le petit-neveu de Jean-Paul Nolet.
- L'animatrice Myra Cree fut à Radio-Canada une collaboratrice de Jean-Paul Nolet.
- Il est un des descendants du chef de guerre Gray Lock.

## Distinctions
- 1985 : chevalier de l'Ordre national du Québec[9].

## Compléments